# Џема Нуну Кумба
Џема Нуну Кумба (енгл. Jemma Nunu Kumba) је министарка за стамбено и просторно планирање у Влади Јужног Судана. На позицију је постављена 10. јула 2011. од стране председника државе и премијера Салве Кира Мајардита. Мандат министра је у трајању од пет година. Претходно је обављала функцију гувренерке вилајета Западна Екваторија у периоду 2005-2010. године.